# Arturo Escuder
Arturo Juan Escuder Croft (ur. 26 września 1932 w Santa Cruz de Tenerife, zm. 8 października 1992 w Brukseli) – hiszpański polityk oraz prawnik, parlamentarzysta krajowy, poseł do Parlamentu Europejskiego II i III kadencji.

## Życiorys
Absolwent prawa i ekonomii na Universidad de Deusto. Praktykował w zawodzie adwokata. Pełnił też funkcję dyrektora generalnego grupy przedsiębiorstw przemysłu spożywczego. Był również prezesem izby przemysłowo-handlowej w Santa Cruz de Tenerife, członkiem zarządu portu w tej miejscowości i członkiem władz lokalnych na Teneryfie.
Działał w Sojuszu Ludowym i następnie w Partii Ludowej, wchodził w skład władz krajowych tego ugrupowania. W latach 1982–1986 był członkiem Kongresu Deputowanych II kadencji. Po akcesji Hiszpanii do Wspólnot Europejskich w 1986 objął mandat posła do Europarlamentu II kadencji. Utrzymał go w wyborach powszechnych w 1987 i 1989. Pracował m.in. w Komisji ds. Stosunków Gospodarczych z Zagranicą, Komisji ds. Kontroli Budżetu oraz Komisji ds. Polityki Regionalnej i Planowania Regionalnego. Zmarł w trakcie III kadencji PE.